# 산화 질소 생성효소
산화 질소 생성효소(영어: nitric oxide synthase, NOS)는 효소의 한 부류로 L-아르기닌으로부터 산화 질소를 생성하는 반응을 촉매한다. 일산화 질소(NO)는 세포 신호전달에 중요한 분자이며, 많은 생물학적 과정에서 중요한 역할을 수행한다. 세포 신호전달은 혈관저항(즉, 혈압)을 조절하고, 인슐린 분비, 기도저항, 연동운동, 그리고 혈관생성과 신경계의 발생과 관련이 있다. 신경전달물질로 역할을 한다고 믿어지며, 기억에서 중요한 역할을 한다고 믿어진다. 산화 질소 신호는 eNOS(내피세포 산화 질소 생성효소, endothelial NOS)와 nNOS(신경 산화 질소 생성효소, neuronal NOS)로 포유류와 연관되어 있다. 분비 가능한 형태의 iNOS는 면역 반응과 관련되어 있다. 칼모듈린과 결합하여 많은 양의 일산화 질소(NO)를 생성하여 면역 기작에서 역할을 한다.
산화 질소 생성효소에 의한 반응은 다음과 같다.
- L-아르기닌 + 3/2 NADPH + H+ + 2 O2  →  시트룰린 + 일산화 질소 + 3/2 NADP+

산화 질소 생성효소의 동형 단백질들은 많은 다른 반응을 촉매하는데, NADPH를 사용하며 초과산화물과 같은 것들을 만든다. 그래서 이러한 화학양론은 일반적으로 잘 관찰되지 않는다. 일반적이지 않은 화학량론은 세 개의 전자들이 NADPH에 의해 하나의 일산화 질소(NO)로 전달되는 것을 반영한다. 일산화 질소(NO)는 홀전자의 자유 라디칼이 있다.
산화 질소 생성효소는 다섯 가지의 보조 인자들을 필요로 한다. 일산화 질소(NO) 합성에서 전자의 흐름은 다음과 같다: NADPH → FAD → FMN → 헴 → O2. 테트라하이드로비오프테린은 촉매 순환에서 추가적인 전자를 제공한다. 산화 질소 생성효소는 플라빈 아데닌 다이뉴클레오타이드(FAD), 플라빈 모노뉴클레오타이드(FMN), 헴, 테트라하이드로비오프테린(BH4) 및 칼모듈린과 결합한다고 알려진 유일한 효소이다.

## 같이 보기
- 단백질 키네이스